# Kong Xianrong
Kong Xianrong est un bandit chinois actif dans les années 1930 et compagnon de Wu Yicheng et de Wang Delin. Celui-ci refusa de se soumettre aux Japonais durant l'invasion japonaise de la Mandchourie de 1931 et forma l'armée du salut national populaire de Chine et Wu devint un des commandants de cette armée de volontaires anti-japonaise.
En septembre 1932, lorsque les forces de Wang et de Feng Zhanhai réussirent à occuper brièvement la capitale de la province du Jilin, l'armée de Wang Delin commença à se quereller avec l'armée d'autodéfense de Jilin de Li Du. L'un des commandants de Li Du essaya de convaincre l'un des commandants de Wang Delin de remettre sa troupe à l'armée de Li. De plus, une unité de Wang Delon fut décimée par Li pour avoir confisquer les armes d'un propriétaire minier Russe blanc. Finalement, le commandant de Li fut mis dans un sac et jeté dans une rivière, probablement à l'instigation de Kong Xianrong, représentant de Wang Delin. Ces querelles forcèrent l'abandon de la ville.
Après que l'armée de Wang Delin fut défaite et se soit retirée du Mandchoukouo, Kong Xianrong abandonna la lutte, mais sa femme et un autre commandant de Wang Delin, Yao Zhenshan, menèrent une troupe de guérilla jusqu'en été 1941 lorsqu'elle fut décimée.

## Sources
- The volunteer armies of northeast China